# قره گونه (کلبجر)
قره گونه (به لاتین: Qaragüney) یک منطقهٔ مسکونی در جمهوری آذربایجان است که در شهرستان کلبجر واقع شده‌است.